# تل سركوه (زيرراه)
تل سركوه (بالفارسية: تل سرکوه) هي قرية تقع في إيران في قسم زيرراه الريفي. يقدر عدد سكانها بـ 1,036 نسمة .